# ウォルター・ウィリアム・ウーレス
ウォルター・ウィリアム・ウーレス（Walter William Ouless RA、1848年9月21日 - 1933年12月25日）は、イギリスの肖像画家である。19世紀後半のよく知られたイギリスの肖像画家の一人である

## 略歴
チャンネル諸島のセント・ヘリアで生まれた。父親のフィリップ・ジョン・ウーレスは海洋画家で、ウォルターが生まれる前の年にチャンネル諸島にスタジオを作っていた。ジャージー島のヴィクトリア・カレッジで学んだ後、1864年にロンドンに出て、1865年にロイヤル・アカデミー・オブ・アーツの美術学校に入学した。はじめは風俗画も描いたが、先輩の画家、ジョン・エヴァレット・ミレーのアドバイスで肖像画を専門とすることにし、肖像画家として成功した。晩年は風景画も描いた。
1869年からロイヤル・アカデミー・オブ・アーツの展覧会に出展し、1893年のシカゴ万国博覧会、1900年のパリ万国博覧会の展覧会に出展した。
1877年にロイヤル・アカデミー・オブ・アーツの准会員となり、1881年に正会員に選ばれた。
娘のキャサリン・ウーレス（Catherine Ouless:1879–1961)も美術家となった。

## 作品

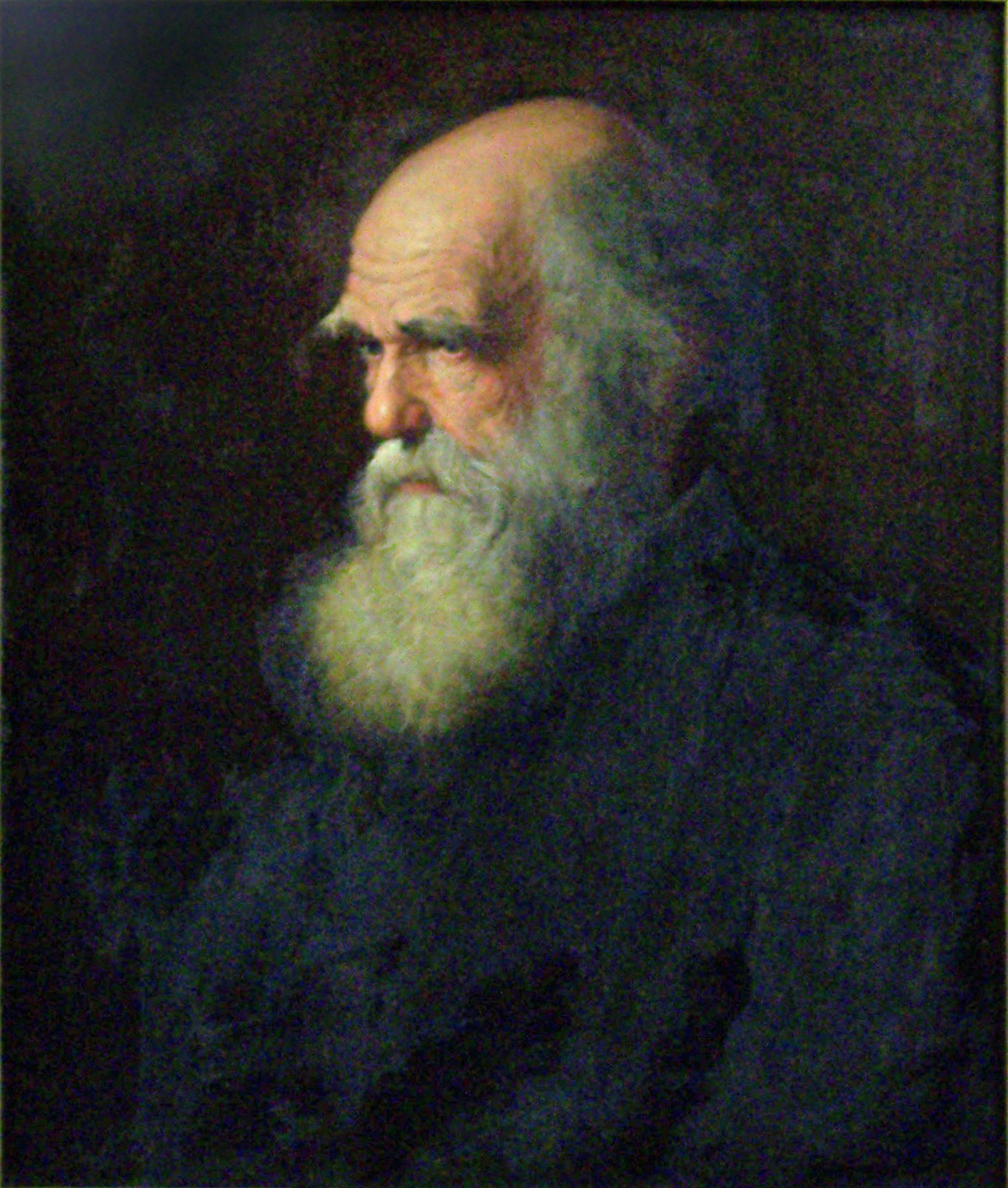
チャールズ・ダーウィン (1875)
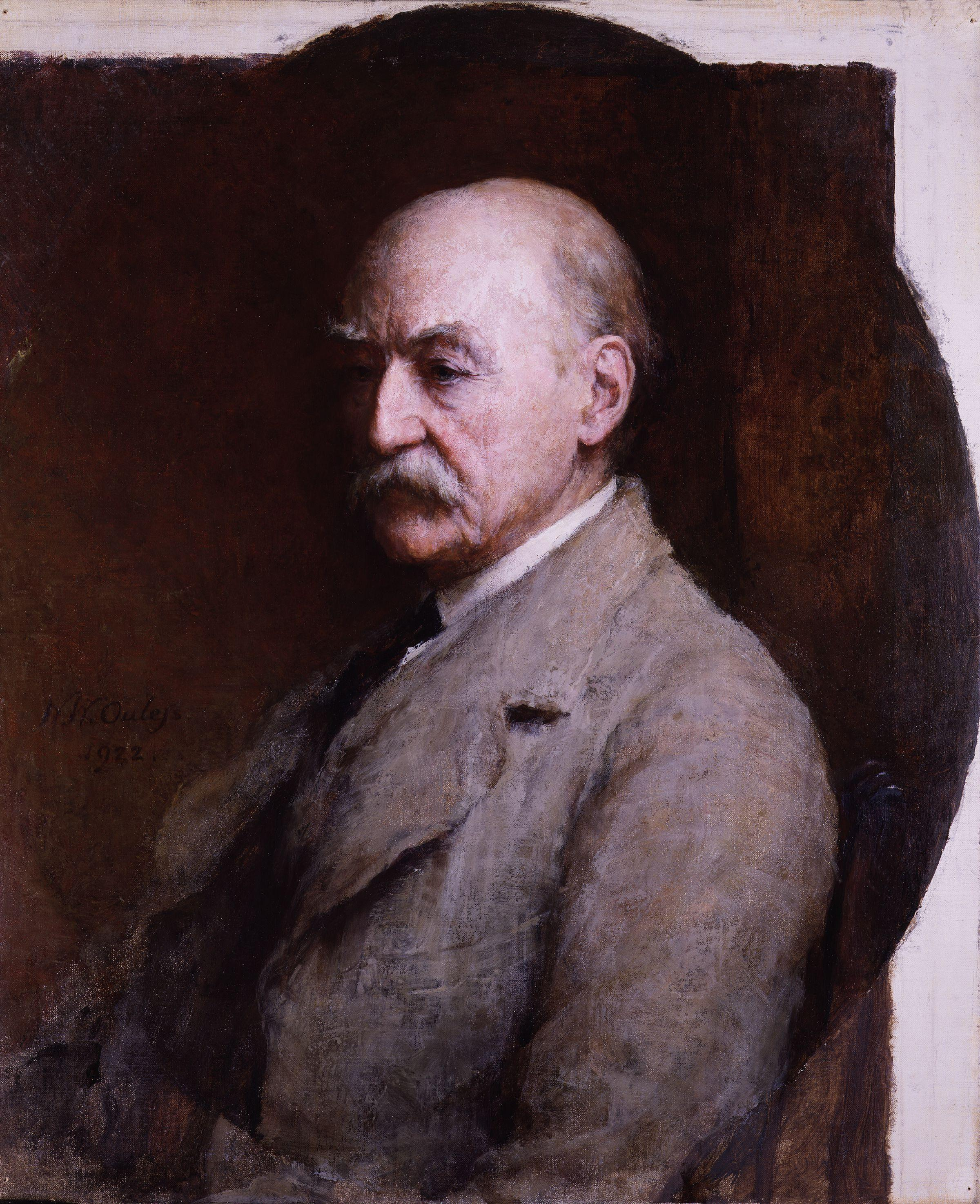
トーマス・ハーディ
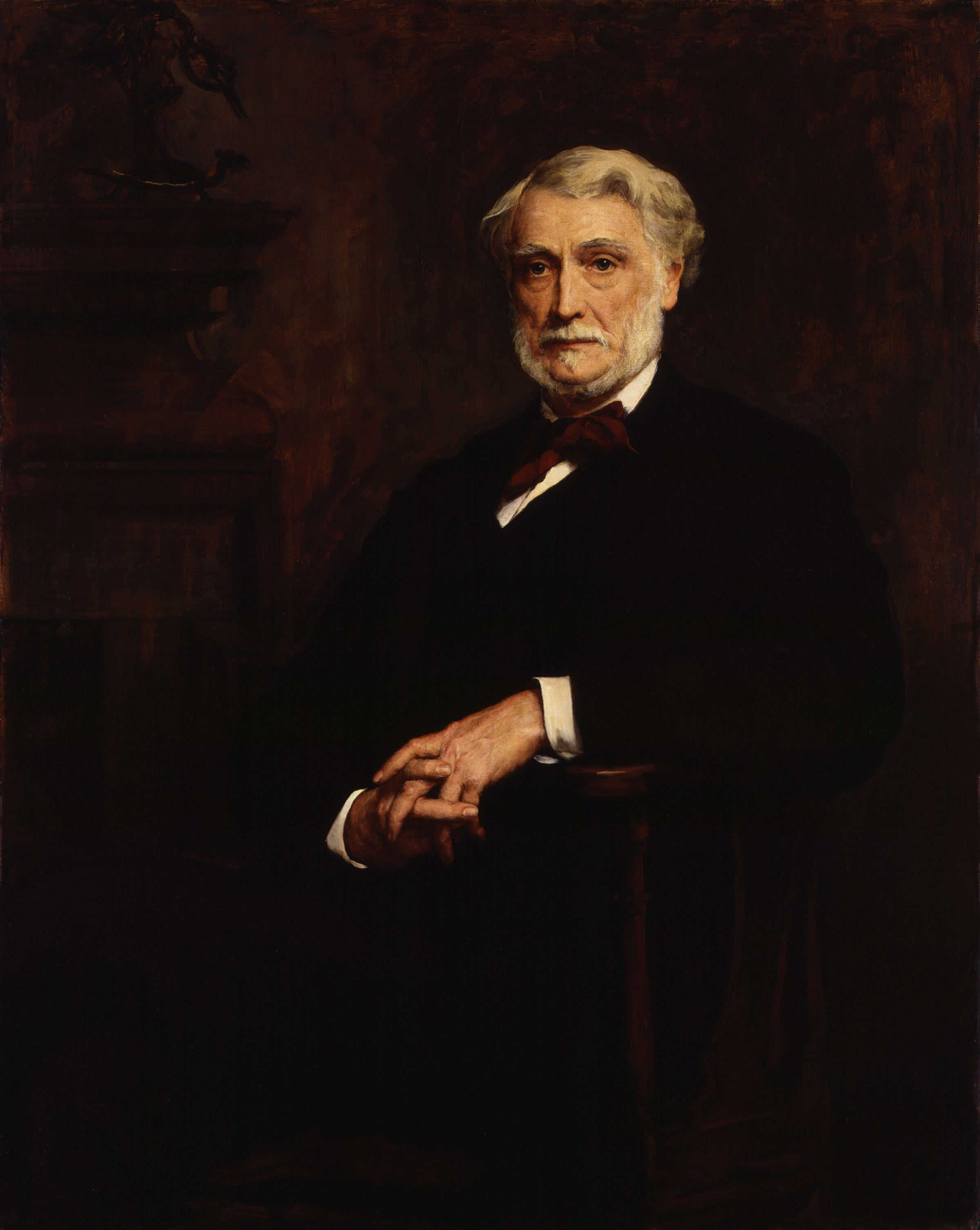
第7代ラトランド公爵ジョン・マナーズ
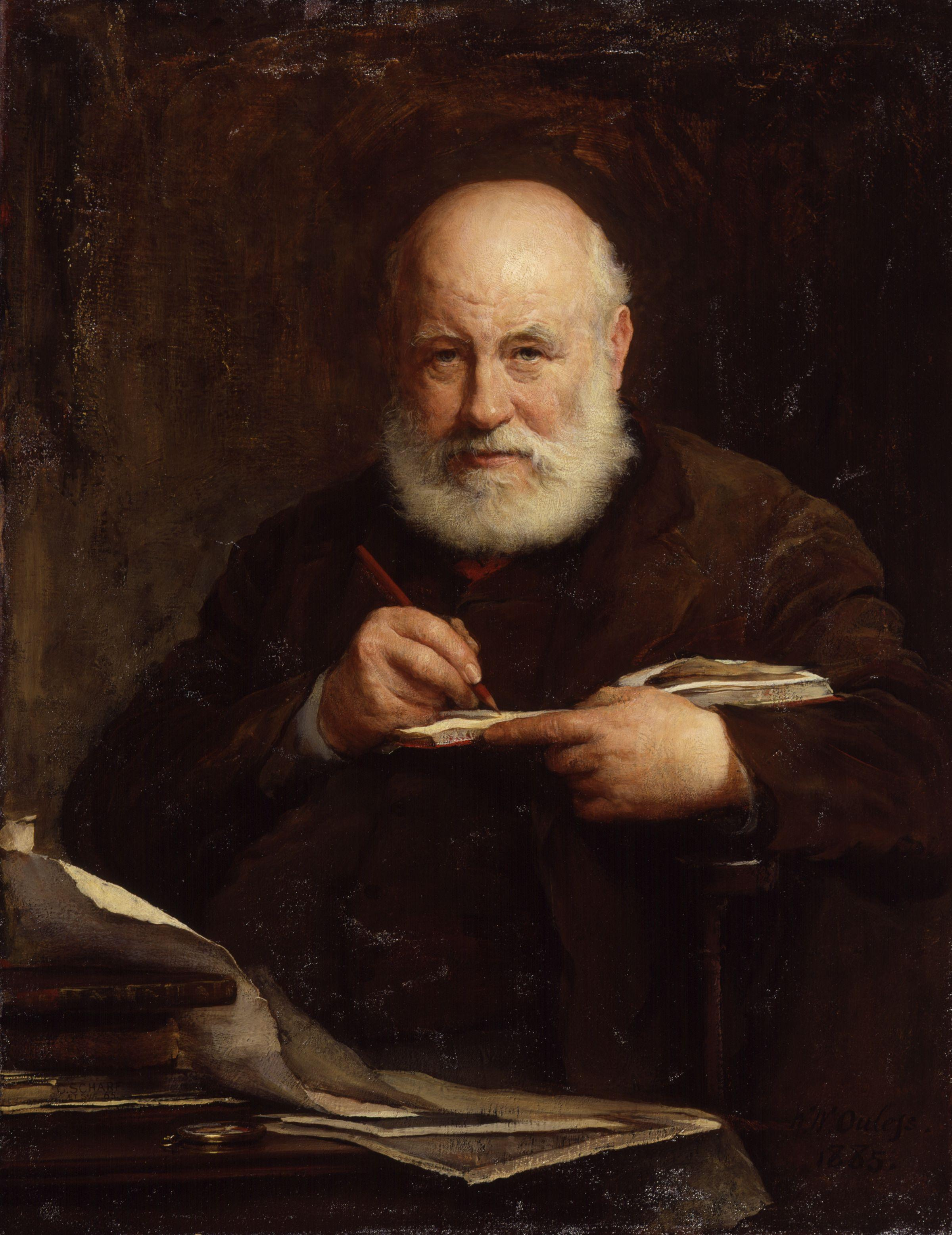
ジョージ・シャーフ-美術史家